# Carrer dels Arbres (Esparreguera)
El Carrer dels Arbres és un carrer del municipi d'Esparreguera (Baix Llobregat) amb diversos edificis que formen part de l'Inventari del Patrimoni Arquitectònic de Catalunya.

## Número 38A
L'edifici del número 38A del carrer dels Arbres és un edifici de planta baixa i dos pisos rematat per un frontó de formes arrodonides i motius decoratius amb ceràmica vidriada. És una construcció força decorada exteriorment, d'estil modernista. Tota la façana està esgrafiada imitant carreus de pedra i, a la llinda de les obertures, motius florals. Destaca la tribuna amb motius vegetals en baix relleu, que ocupa la zona central fins al segon pis, on el sostre funciona com a balcó balustrat. Les obertures tenen els angles arrodonits i els marcs motllurats; estan disposats de forma ordenada, dos a cada pis flanquejant la tribuna. Al primer i segon pisos tots són balcons amb baranes de ferro. A principis dels vuitanta s'hi instal·là la casa de cultura de la caixa de pensions.

## Número 46
L'edifici del número 46 del carrer dels Arbres és un edifici entre mitgeres que consisteix en una planta baixa i un pis i un cos afegit de només planta baixa. El parament de la façana està decorada amb franges horitzontals. El nucli principal té al primer pis un balcó corregut al qual donen dues obertures decorades amb motllures goticitzants; aquest nucli té coberta a dues vessants amb un voladís sustentat per mènsules, igual que el balcó. El cos afegit està coronat per una balustrada feta de balustre i decorat per uns gerros amb flors de pedra.

## Número 48
L'edifici del número 48 del carrer dels Arbres és un edifici de planta baixa i dos pisos que fa cantonada. La teulada és a dues vessants amb un petit ràfec. A la planta baixa presenta dues obertures rectangulars de grans dimensions: la porta i una finestra amb reixa. La resta d'obertures són un balcó de pis. La façana està arrebossada i pintada i presenta nombrosos retocs amb ciment.

## Galeria

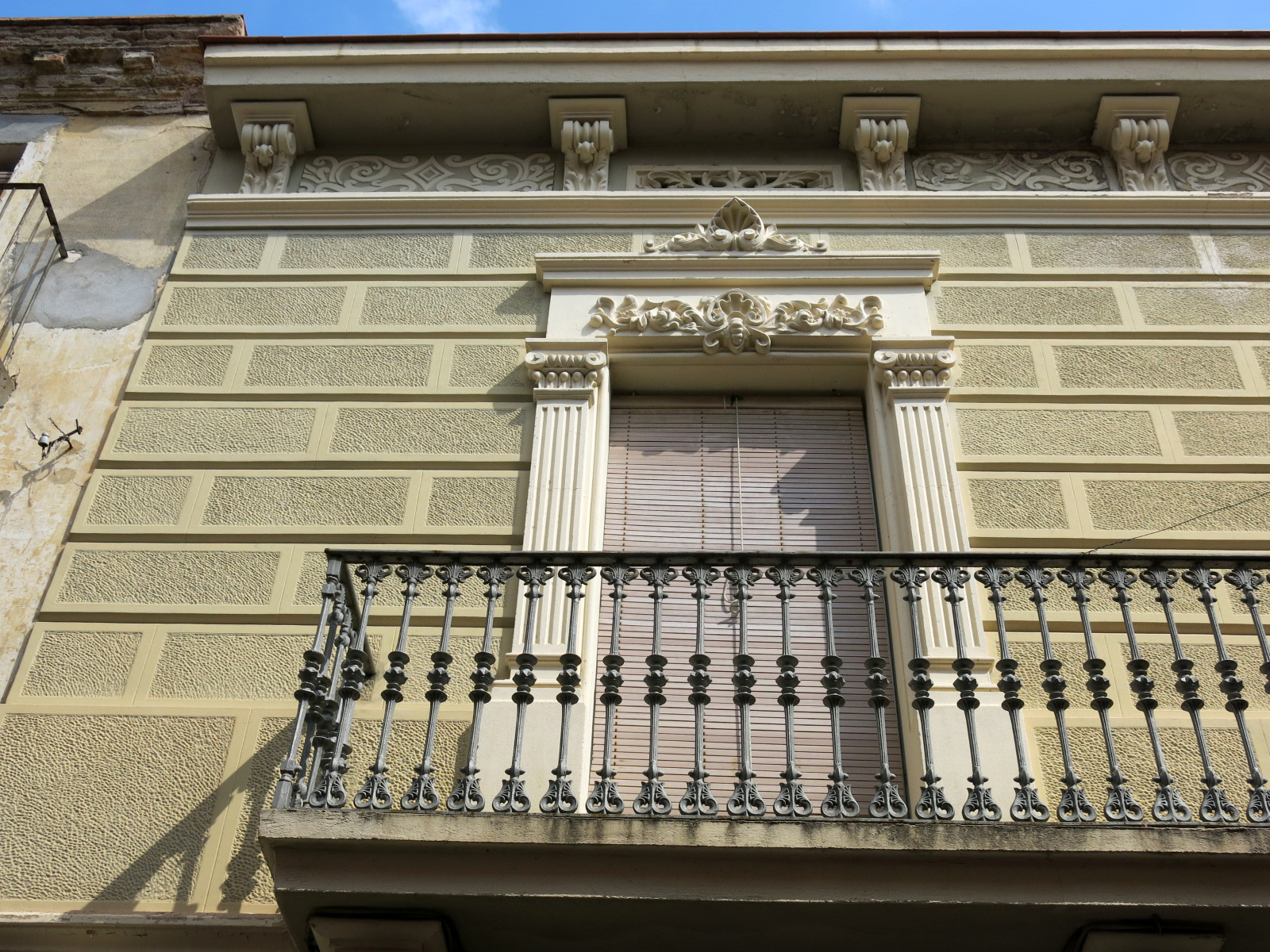
Edifici al número 46
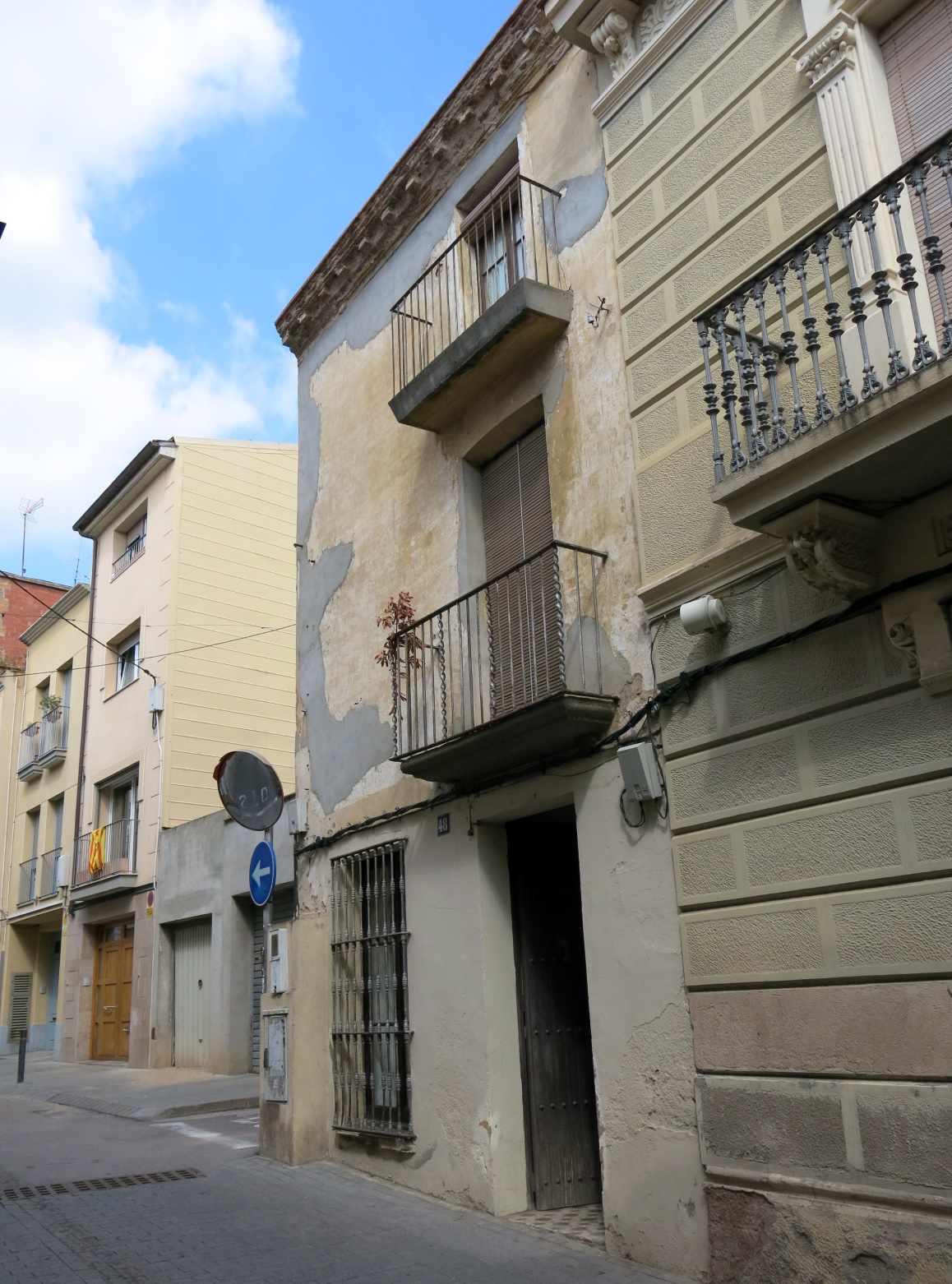
Edifici al número 48